# Letra de crédito ao desenvolvimento
A Letra de Crédito do desenvolvimento (LCD) é um investimento de renda fixa lastreado em uma carteira de empréstimos relacionados projetos de infraestrutura, de indústria e de inovação, fomentando o desenvolvimento.
A Letra de Crédito ao Desenvolvimento, foi criada pela Lei nº 14.937, de 26 de julho de 2024, a partir do Projeto de Lei 6.235/2024. Trata-se de um título emitido exclusivamente por bancos de desenvolvimento tais como o Banco Nacional de Desenvolvimento Econômico e Social (BNDES), Banco de Desenvolvimento de Minas Gerais (BDMG), Banco de Desenvolvimento do Espírito Santo (Bandes) e Banco Regional de Desenvolvimento do Extremo Sul (BRDE).
A LCD pode ser pré-fixada ou pós-fixada, sendo, neste último caso, muito comum o atrelamento à Taxa DI. Sua data de vencimento não pode ser inferior a doze meses.
a) Vantagens das LCDs:
- Imposto de Renda: Considera-se que LCDs são isentas do Imposto de Renda, pois sua alíquota é zero para investidores pessoas físicas residentes/domiciliadas no Brasil, ou estrangeiros que não residam em paraísos fiscais.[6][4]Contudo, para outros investidores, a alíquota do Imposto de Renda é de 15% sobre os rendimentos auferidos.[7]
- Fundo Garantidor de Crédito (FGC): Esse investimento está dentre aqueles garantidos pelo FGC, observado o limite de R$ 250.000,00 da garantia ordinária, além das outras restrições a ela inerentes.[8]

b) Desvantagem das LCDs: 
- Liquidez: Esses títulos, em regra, não podem ser resgatados antes de seu vencimento. Contudo, algumas corretoras podem aceitar negocia-lo, comprando-os diretamente, ou intermediando a venda para algum interessado. Todavia, essa venda no mercado secundário[9], se houver contraparte interessada, costuma ocorrer com deságio.[10]

c) Peculiaridades das LCDs:
- Imposto sobre Operações Financeira (IOF): Nem sempre as LCDs são isentas do IOF. Ocorre na verdade que a alíquota desse imposto é progressivamente reduzida, atingindo zero após 30 dias de investimento[11], fato relevante na sua negociação no mercado secundário. Porém, desde que levada a vencimento, considera-se que ela é isenta IOF, visto que seu prazo mínimo de vencimento (doze meses) é superior aquele que zera a alíquota desse imposto.